# 藤野木村
藤野木村（とうのきむら）は山梨県東八代郡にあった村。現在の笛吹市御坂町藤野木にあたる。

## 地理
- 山：八丁山、御坂山地（御坂山）
- 河川：金川

## 歴史
- 1889年（明治22年）7月1日 - 町村制の施行により、近世以来の藤野木村が単独で自治体を形成。
- 1892年（明治25年）4月1日 - 上黒駒村・下黒駒村と合併して黒駒村が発足。同日藤野木村廃止。

## 交通

### 道路
- 御坂みち（現・国道137号）